# Церковь Спаса Нерукотворного Образа (Никулино)
Церковь Спаса Нерукотворного Образа (Спасская церковь) — храм Русской православной церкви в деревне Никулино в Подольском районе (с 2015 года — городской округ Подольск) Московской области.
Спасская церковь в Никулино является объектом культурного наследия федерального значения (Постановление Совета Министров РСФСР от 04.12.1974 № 624).

## История
Церковь Всемилостивого Спаса в селе Спасском-Микулинском на реке Руденке документально известна с 1678 года. Нынешняя Спасская церковь в селе Никулино была возведена в начале XVIII века и освящена в 1704 году; относилась к существовавшему в то время селе усадебному комплексу (в настоящее время от него сохранились остатки парка и пруд). Здание храма выстроено по типу восьмерик на четверике в одном из вариантов «нарышкинского стиля». Крупная луковичная глава покоится на глухом гранёном барабане. Двухъярусная колокольня сооружена в конце XVIII века. Во середине XIX века в перестроенном храме образованы Михаило-Архангельский и Дмитриевский приделы. Позднее весь храм был оштукатурен. В 1862 году к Спасскому храму была приписана часовня в деревне Дмитрово, ранее относившаяся к Никольской церкви села Кленова.
В 1896 году архитектор Николай Марков создал проект расширения световой арки Спасского храма, соединяющей холодный придел с трапезной. В 1902—1906 годах в церкви были сооружены новые иконостасы.
Храм пережил революцию 1917 года, в феврале 1923 года из церкви изъяли ценности. В 1930-х годах она была закрыта и долгое время находилась в заброшенном состоянии. В 1980-е годы была разобрана опора колокольни, что стало угрозой её обрушения. После распада СССР, в 1996 году, полуразрушенное здание было возвращено верующим и отреставрировано к 2001 году. Полностью все восстановительные работы завершились к 2005 году, и храм был вновь освящён митрополитом Крутицким и Коломенским Ювеналием.
Рядом с храмом находится старинный погост.
Настоятелем храма является протоиерей Алексий Поздникин.